# シティパルク浜田

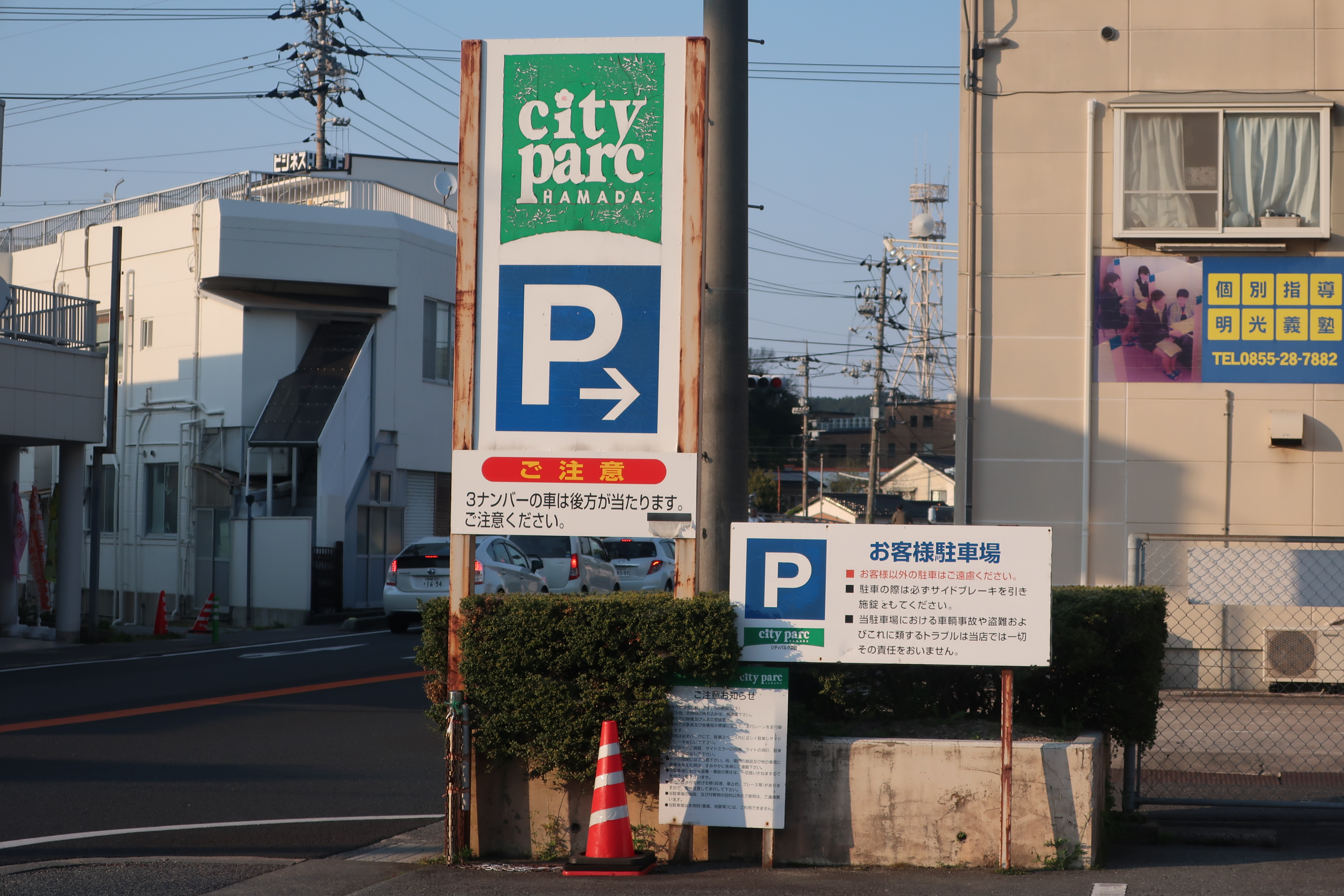
看板（2020年5月）

シティパルク浜田（シティパルクはまだ）は、島根県浜田市にある商業施設。

## 概要
地上3階建ての建物で、浜田市相生町に立地している。
当初、マイカル（現・イオンリテール）が運営する浜田サティとして開業したが、売上の低迷から2002年6月末に撤退。サティ撤退後は2階の一部（石見産業支援センターが入居）を除きしばらく空店舗となっていたが、その後はスーパーのイズミなどが進出しシティパルク浜田となった。2021年現在は、イズミ直営の食品売場（ゆめマート）を核にファッション店や薬局などの小売店が入居している。

## 主なテナント

### 1階
- ゆめマート（食品スーパー）
- ウェーブ（ドラッグストア）
- ATMコーナー
  - 山陰合同銀行
  - 島根銀行
  - 島根県農業協同組合

### 2階
- ファッションセンターしまむら（ファッション店）
- 石見産業支援センター「いわみぷらっと」
  - しまね産業振興財団 石見オフィス
  - ふるさと島根定住財団 石見事務所
  - 島根県商工会連合会 石見支所

### 3階
- ザ・ダイソー（100円ショップ）
- スタジオアニー(写真館)
- タイピック（パソコン教室）

## 周辺
- プリル一番街
- みのり保育園
- 山陰合同銀行浜田東出張所
- 朝日町商店街

## アクセス
- 石見交通「上朝日町」バス停すぐ。
- JR西日本山陰本線浜田駅から徒歩約10分

## その他
- 映画天然コケッコーでは「天波屋」として登場し、2階の赤松屋（衣料品店）で撮影が行われた。また撮影中は役者達が時々買い物をしていた[1]。